# A Flash – A Villám epizódjainak listája
A Flash – A Villám Greg Berlanti, Andrew Kreisberg és Geoff Johns által készített amerikai akció-kaland televíziós sorozat, amit a The CW csatorna sugároz 2014 óta. A sorozat a Zöld íjász mellékszálaként indult el. A történet a DC Comics egy kitalált szuperhőséről, Barry Allenről, a Flashről szól, aki emberfeletti gyorsasággal képes futni. Barry Allen, aki a civil életben egy bűnügyi helyszínelő, egy baleset folytán szuperképességre tesz szert, és ezt a bűnözés felszámolására használja, különösképp azok ellen, akik szintén ezen baleset folytán szerezték képességüket.

## Áttekintés
| Évad | Évad | Részek száma | Részek száma | Eredeti sugárzás   | Eredeti sugárzás | Eredeti adó | Magyar sugárzás   | Magyar sugárzás    | Magyar adó |
| Évad | Évad | Részek száma | Részek száma | Évadbemutató       | Évadzáró         | Eredeti adó | Évadbemutató      | Évadzáró           | Magyar adó |
| ---- | ---- | ------------ | ------------ | ------------------ | ---------------- | ----------- | ----------------- | ------------------ | ---------- |
|      | 1.   | 23           | 23           | 2014. október 7.   | 2015. május 19.  | The CW      | 2016. március 1.  | 2016. május 24.    | Viasat 3   |
|      | 2.   | 23           | 23           | 2015. október 6.   | 2016. május 24.  | The CW      | 2016. május 24.   | 2016. augusztus 9. | Viasat 3   |
|      | 3.   | 23           | 23           | 2016. október 4.   | 2017. május 23.  | The CW      | 2017. március 22. | 2017. június 28.   | Viasat 3   |
|      | 4.   | 23           | 23           | 2017. október 10.  | 2018. május 22.  | The CW      | n. a.             | n. a.              | n. a.      |
|      | 5.   | 22           | 22           | 2018. október 9.   | 2019. május 14.  | The CW      | n. a.             | n. a.              | n. a.      |
|      | 6.   | 19           | 19           | 2019. október 8.   | 2020. május 12.  | The CW      | n. a.             | n. a.              | n. a.      |
|      | 7.   | 18           | 18           | 2021. március 2.   | 2021. július 20. | The CW      | n. a.             | n. a.              | n. a.      |
|      | 8.   | 20           | 20           | 2021. november 16. | 2022. június 29. | The CW      | n. a.             | n. a.              | n. a.      |
|      | 9.   | 13           | 13           | 2023. február 8.   | 2023. május 24.  | The CW      | n. a.             | n. a.              | n. a.      |

## Első évad (2014–2015)
| Sor. | Év. | Cím                                               | Rendező           | Író                                                                                                | Premier                              | Nézettség   |
| --- | --- | ------------------------------------------------- | ----------------- | -------------------------------------------------------------------------------------------------- | ------------------------------------ | ----------- |
| 1. | 1.  | Új hős születik (Pilot)                           | David Nutter      | Történet: Greg Berlanti & Andrew Kreisberg & Geoff Johns Tévéjáték: Andrew Kreisberg & Geoff Johns | 2014. október 7. 2016. március 1.    | 4,83 millió |
| Barry Allen 11 éves korában elvesztette édesanyját, édesapját pedig ártatlanul börtönbe zárták. A tragédia után Barry-t Joe West nyomozó fogadta be, és nevelte fel. Az immár felnőtt férfi törvényszéki nyomozóként megszállottan nyomoz egy részecskegyorsító után. A találmányról alkotója, a zseniális tudós Harrison Wells azt állítja, hogy a berendezés elképzelhetetlen előrelépést hoz majd az energia- és a gyógyszeripar területén. A nyilvános bemutató azonban balul sül el: egy pusztító robbanás furcsa vihart eredményez, Barry-t pedig villámcsapás éri. Kilenc hónapnyi kómából felébredve azzal szembesül, hogy a baleset következtében emberfeletti sebességgel képes mozogni. |     |                                                   |                   | |                                      |             |
| 2. | 2.  | A világ leggyorsabb embere (Fastest Man Alive)    | David Nutter      | Történet: Greg Berlanti & Andrew Kreisberg Tévéjáték: Andrew Kreisberg & Geoff Johns               | 2014. október 14. 2016. március 1.   | 4,27 millió |
| Barry Iris társaságában egy egyetemi rendezvényen vesz részt, amit Simon Stagg tiszteletére szereztek. Amikor fegyveresek zavarják meg az eseményt, Barry megpróbálja megállítani őket, ám elájul. Dr. Wells, Caitlin Cisco azon dolgozik, hogy megfejtsék, mi a probléma Barryvel. Joe számon kéri a fiún, hogy miért vette saját kezébe az igazságszolgáltatást, és kockáztatta az életét. Barry időközben rájön, hogy a támadók nem hatan voltak, csak a metahumán Danton Black, aki képes önmaga többszörözésére, sokszorosítására. Mindeközben Iris egyre jobban érdeklődik a “Vörös Csík” iránt.                                                                                             |     |                                                   |                   | |                                      |             |
| 3. | 3.  | Ami elől nincs menekvés (Things You Can't Outrun) | Jesse Warn        | Alison Schapker & Grainne Godfree                                                                  | 2014. október 21. 2016. március 8.   | 3,59 millió |
| Barry és a csapat azon munkálkodik, hogy elkapják Kyle Nimbus-t, a toxikus erővel bíró metahumánt. Ezalatt kénytelenek újra átélni az éjszakát, amikor a részecskegyorsító felrobbant és megölte Caitlin vőlegényét, Ronnie-t. Mindeközben, Joe végre elhatározza, hogy sok év után meglátogatja Henry-t a börtönben, de a dolgok rosszra fordulnak, mikor Kyle megjelenik, és bosszút igyekszik állni Joe-n, amiért annak idején letartóztatta. Ezalatt Iris és Eddie továbbra is azon vannak, hogy eltitkolják kapcsolatukat Joe elől. |     |                                                   |                   | |                                      |             |
| 4. | 4.  | A zsivány (Going Rogue)                           | Glen Winter       | Geoff Johns & Kai Yu Wu                                                                            | 2014. október 28. 2016. március 8.   | 3,53 millió |
| Barry megakadályoz egy rablást, de a tettesek menekülés közben meglőnek egy őrt, és Flash-nek választania kell: az őr életét menti meg, vagy követi a tolvajokat. Barry a rablók vezetőjét Leonard Snartként azonosítja. Snart a Kahndaq-gyémánt elrablását tervezi, ehhez pedig kapóra jön az a lopott fagyasztópisztoly, amivel képes megállítani Flasht. Dr. Wells felháborodik, amikor kiderül, hogy a fegyver Cisco találmánya, amiről senki sem tudott, most pedig rossz kezekbe került. |     |                                                   |                   | |                                      |             |
| 5. | 5.  | Plasztik (Plastique)                              | Dermott Downs     | Aaron Helbing & Todd Helbing & Brooke Eikmeier                                                     | 2014. november 11. 2016. március 22. | 3,46 millió |
| Miután bomba robban a belvárosban, a hadsereg - Eiling tábornokkal - veszi át az irányítást és ezzel az ügyet. Joe gyanút fog és arra kéri Barryt, hogy nézzen utána a hadsereg túlzott érdeklődésének. Wells elmondja, hogy Eiling kísérletezett az emberein, a végső cél szuper katonák létrehozása lett volna. Az is kiderül, hogy a tábornok egyik embere ott volt a robbanásnál. A Villám lenyomozza a nőt és rájön, hogy ő is metahumán, aki érintéssel képes felrobbantani dolgokat. |     |                                                   |                   | |                                      |             |
| 6. | 6.  | Kísért a múlt (The Flash Is Born)                 | Millicent Shelton | Jaime Paglia & Chris Rafferty                                                                      | 2014. november 18. 2016. március 22. | 3,73 millió |
| A Villám új metahumánnal kerül szembe. Tonyn tetszés szerint képes testét ötvözött acéllá változtatni. Dr. Wells és Caitlin nagyon aggódik Barry biztonságáért, közben Cisco egy új tervvel áll elő Tony megállítására. Ezalatt Joe Dr. Wells segítségét kéri Nora Allen gyilkossági ügyének megoldásában. |     |                                                   |                   | |                                      |             |
| 7. | 7.  | Áramszünet (Power Outage)                         | Larry Shaw        | Alison Schapker & Grainne Godfree                                                                  | 2014. november 25. 2016. március 29. | 3,47 millió |
| Barry szembeszáll Farooq-kal, egy olyan metahumánnal, aki képes magába szívni az elektromosságot. A harc közben, Farooq megrázza Flash-t, így elszívva minden elektromosságát, ami miatt Barry elveszti gyorsaságát. Wells, Caitlin és Cisco a hatás visszafordításán dolgoznak, ám Farooq betör a laboratóriumba. Mivel Barry képességére nem számíthatnak, a csapatnak ki kell találnia, hogyan mentsék meg magukat. Ezalatt Tockman puccsot kísérel meg a rendőrségen, az akció közben több túszt - köztük Joe-t és Irist - ejt. |     |                                                   |                   | |                                      |             |
| 8. | 8.  | Flash és az Íjász (Flash vs. Arrow)               | Glen Winter       | Történet: Greg Berlanti & Andrew Kreisberg Tévéjáték: Ben Sokolowski & Brooke Eikmeier             | 2014. december 2. 2016. március 29.  | 4,34 millió |
| Oliver és csapata Central Citybe érkezik, hogy a bumerángos gyilkost elkapják. Barry megkéri Olivert, hogy segítsen elkapni egy újabb metahumánt. Ray Bivolo különleges képességével képes elérni, hogy az emberek elveszítsék az önkontrolljukat és ezt kihasználva rabol bankokat. Oliver a maga nyers stílusában közli Barryvel, hogy még sokat kell fejlődnie. A bizonyítás vágya hajtja a Villámot, ezért egyedül indul a metahumán után. Akciója azonban balul sül el: Bivolo megfertőzni Barryt. Dr. Wells és Joe egyetért abban, hogy az Íjász nincs jó hatással a fiúra, így Cisco és Caitlin veszi át az irányítást a laborban.                                                          |     |                                                   |                   | |                                      |             |
| 9. | 9.  | A sárga ruhás férfi (The Man in the Yellow Suit)  | Ralph Hemecker    | Todd Helbing & Aaron Helbing                                                                       | 2014. december 9. 2016. április 5.   | 4,66 millió |
| Barry találkozik nemezisével, a sárga ruhás férfival - az Ellen-Flashsel -, aki végzett az édesanyjával. Dr. Wells és Cisco olyan tervvel állnak elő, amivel csapdába csalhatják az Ellen-Flasht, mindössze egy csalira van szükségük. Mindeközben Westéknél karácsonyi hangulat uralkodik, és Iris is teljesen ünnepi hangulatban van. Eddie meglepő ajándékot, de ezzel együtt olyan kérdést hagy hátra, ami örökre megváltoztathatja a lány életét. |     |                                                   |                   | |                                      |             |
| 10. | 10. | A zsiványok bosszúja (Revenge of the Rogues)      | Nick Copus        | Kai Yu Wu & Geoff Johns                                                                            | 2015. január 20. 2016. április 5.    | 3,87 millió |
| Leonard Snart és forrófejű barátja, Mick Rory visszatér Central Citybe. A banda célja, hogy ellopjon egy értékes festményt, de Snartnak van egy másodlagos terve is: csapdába csalni Flasht. Mindeközben Barry és csapata Barry képességeinek fejlesztésén dolgozik. |     |                                                   |                   | |                                      |             |
| 11. | 11. | A hang és a téboly (The Sound and the Fury)       | John F. Showalter | Alison Schapker & Brooke Eikmeier                                                                  | 2015. január 27. 2016. április 12.   | 4,08 millió |
| Dr. Wells egykori beosztottja, Harley Rathaway visszatér, hogy bosszút álljon egykori mentorán, miután tudomására jutott, hogy a részecskegyorsító felrobbanásakor ő is megfertőződött. A baleset következtében Rathaway képes manipulálni a hanghullámokat - ezzel komoly fenyegetést jelentve Wellsre és Barryre. |     |                                                   |                   | |                                      |             |
| 12. | 12. | Megőrülök érted (Crazy for You)                   | Rob Hardy         | Aaron Helbing & Todd Helbing                                                                       | 2015. február 3. 2016. április 12.   | 3,60 millió |
| Caitlin elérkezettnek látja, hogy túllépjen vőlegénye "elvesztésén", így Barryvel közösen elmennek egy helyi karaoke bárba. Eközben Cisco fontolóra veszi Hartley ajánlatát, és a csapat nyomozásba kezd egy teleportáló metahumán után. |     |                                                   |                   | |                                      |             |
| 13. | 13. | Az atomember (The Nuclear Man)                    | Glen Winter       | Andrew Kreisberg & Katherine Walczak                                                               | 2015. február 10. 2016. április 19.  | 3,66 millió |
| Miután Ronnie megtámad egy fizikust, Barry és a csapat ráeszmélnek, hogy ideje Caitlin egykori vőlegénye után járni, aki most már egy veszélyes metahumán. Úgy következtetnek, hogy a legjobb út Ronnie lenyomozásához, Dr. Martin Stein megtalálásán át vezet, aki a F.I.R.E.S.T.O.R.M. nevezetű programon dolgozott. |     |                                                   |                   | |                                      |             |
| 14. | 14. | Utóhatás (Fallout)                                | Steve Surjik      | Keto Shimizu & Ben Sokolowski                                                                      | 2015. február 17. 2016. április 19.  | 4,01 millió |
| A nukleáris robbanás elszakítja egymástól Ronnie-t és Dr. Steint. Dr. Stein visszatér a feleségéhez, Ronnie pedig Caitlin-hez. Eiling tábornok miatt azonban dönteniük kell: együtt vagy külön biztonságosabb-e. Eközben Mason Bridge elmondja Iris-nak, hogy szerinte valami titokzatos folyik a laborban, Stein pedig fontos információkat oszt meg Barryvel az időutazással kapcsolatban. |     |                                                   |                   | |                                      |             |
| 15. | 15. | Kifutva az időből (Out of Time)                   | Thor Freudenthal  | Todd Helbing & Aaron Helbing                                                                       | 2015. március 17. 2016. április 26.  | 3,69 millió |
| Mark Mardon Central Citybe érkezik, és testvére, Clyde halálát akarja megbosszulni. A metahumán rátámad Barryre és Joe-ra, és csal Barry szuper gyorsaságának köszönhetően sikerül elmenekülniük. Barry figyelmezteti Joe-t, hogy ne szálljon szembe egyedül Mardonnal, de a férfi nem hallgat rá. |     |                                                   |                   | |                                      |             |
| 16. | 16. | Zsiványok ideje (Rogue Time)                      | John Behring      | Történet: Grainne Godfree Tévéjáték: Brooke Eikmeier & Kai Yu Wu                                   | 2015. március 24. 2016. április 26.  | 3,33 millió |
| Barry régi ellenségei visszatérnek Central Citybe. Snart ezúttal testvérét, Lisát is magával hozza, hogy együtt álljanak bosszút a városon. |     |                                                   |                   | |                                      |             |
| 17. | 17. | Mágusok (Tricksters)                              | Ralph Hemecker    | Andrew Kreisberg                                                                                   | 2015. március 31. 2016. május 2.     | 3,67 millió |
| Sorozatos bombarobbanás rázza meg Central Cityt. Hamar kiderül, hogy a tettes egy korábbi bűnözőt másol. Barry és Joe felkeresi a börtönbüntetését töltő férfit, ám a dolgok hamar rosszra fordulnak és Barry édesapjából túsz lesz. |     |                                                   |                   | |                                      |             |
| 18. | 18. | Csapatmunka (All Star Team Up)                    | Kevin Tancharoen  | Grainne Godfree & Kai Yu Wu                                                                        | 2015. április 14. 2016. május 2.     | 3,67 millió |
| A csapat ezúttal egy metahumán után kutat, aki robot-méheket szabadított egykori munkatársaira, köztük Dr. Tina McGee-re. |     |                                                   |                   | |                                      |             |
| 19. | 19. | Kicsoda Harrison Wells? (Who Is Harrison Wells?)  | Wendey Stanzler   | Ray Utarnachitt & Cortney Norris                                                                   | 2015. április 21. 2016. május 10.    | 3,75 millió |
| Joe és Cisco Starling Citybe utazik, hogy válaszokat kapjanak Harrison Wellsszel kapcsolatos kérdéseikre. Eközben Central Cityben Barry egy metahumánt próbál elkapni, aki képes bárkinek az alakját felvenni, akit valaha megérintett. |     |                                                   |                   | |                                      |             |
| 20. | 20. | A csapda (The Trap)                               | Steve Shill       | Alison Schapker & Brooke Eikmeier                                                                  | 2015. április 28. 2016. május 10.    | 3,93 millió |
| A csapat megpróbálja csapdába csalni Wells-t - a csali Cisco lesz, aki így életveszélyes helyzetbe kerül. |     |                                                   |                   | |                                      |             |
| 21. | 21. | Grodd él (Grodd Lives)                            | Dermott Downs     | Grainne Godfree & Kai Yu Wu                                                                        | 2015. május 5. 2016. május 17.       | 3,62 millió |
| Barrynek minden erejét Dr. Wellsre kell áldoznia, aki a legnagyobb fenyegetést jelenti a csoport számára. A helyzet tovább súlyosbodik, amikor Wells rászabadítja Groddot a városra, hogy elvonja magáról Barryék figyelmét. |     |                                                   |                   | |                                      |             |
| 22. | 22. | A zsivány járat (Rogue Air)                       | Doug Aarniokoski  | Aaron Helbing & Todd Helbing                                                                       | 2015. május 12. 2016. május 17.      | 3,65 millió |
| Barry régi ellenségétől kér segítséget, noha Joe és Caitlin is figyelmezteti a férfit, hogy ez rossz ötlet. Barry nem várt segítséget is kap a harchoz. |     |                                                   |                   | |                                      |             |
| 23. | 23. | Elég gyors (Fast Enough)                          | Dermott Downs     | Történet: Greg Berlanti & Andrew Kreisberg Tévéjáték: Gabrielle Stanton & Andrew Kreisberg         | 2015. május 19. 2016. május 24.      | 3,87 millió |
| Barry régi ellenségétől kér segítséget, noha Joe és Caitlin is figyelmezteti a férfit, hogy ez rossz ötlet. Barry nem várt segítséget is kap a harchoz. |     |                                                   |                   | |                                      |             |

## Második évad (2015–2016)
| Sor. | Év. | Cím                                                      | Rendező             | Író                                  | Premier                             | Nézettség   |
| --- | --- | -------------------------------------------------------- | ------------------- | ------------------------------------ | ----------------------------------- | ----------- |
| 24. | 1.  | Central City megmentője (The Man Who Saved Central City) | Ralph Hemecker      | Andrew Kreisberg & Gabrielle Stanton | 2015. október 6. 2016. május 24.    | 3,58 millió |
| Az évadnyitó epizódban Barry Allen úgy dönt, hogy egyedül védi meg a várost – mindaddig, amíg egy titokzatos metahumán rá nem támad Central Cityre |     |                                                          |                     |                                      |                                     |             |
| 25. | 2.  | Két világ hősei (Flash of Two Worlds)                    | Jesse Warn          | Aaron Helbing & Todd Helbing         | 2015. október 13. 2016. május 31.   | 3,49 millió |
| A laborba egy titokzatos férfi toppan be. Jay Garrick a Föld-2-ről érkezett, és azt állítja, hogy egy Zoom nevű démon el akarja pusztítani a Flasht. Jay elmondja, hogy az ő világában Zoom rengeteg emberrel végzett és ő azért érkezett, mert szeretné felkészíteni Barryt a Homokdémon nevű metahumánnal való összecsapásukra. |     |                                                          |                     |                                      |                                     |             |
| 26. | 3.  | Zsivány család (Family of Rogues)                        | John F. Showalter   | Julian Meiojas & Katherine Walczak   | 2015. október 20. 2016. május 31.   | 3,47 millió |
| Amikor Barry és a csapat tudomás szerez arról, hogy Snartot elrabolták, kénytelenek szövetségre lépni a férfi húgával, Lisával. Barrynek komoly kételyei vannak, ráadásul csakhamar kiderül, hogy Snart az apjával éppen egy rablás előkészítésén dolgoznak.                                                                      |     |                                                          |                     |                                      |                                     |             |
| 27. | 4.  | Tomboló tűzvihar (The Fury of Firestorm)                 | Stefan Pleszczynski | Kai Yu Wu & Joe Peracchio            | 2015. október 27. 2016. június 7.   | 3,43 millió |
| Barry és a csapat egy olyan ember kutat, aki egyesülhet Dr. Steinnel. Amikor a csapat megismerkedik Jefferson „Jax” Jacksonnal, Caitlin kételyeket fogalmaz meg. |     |                                                          |                     |                                      |                                     |             |
| 28. | 5.  | A sötétség és a fény (The Darkness and the Light)        | Steve Shill         | Ben Sokolowski & Grainne Godfree     | 2015. november 3. 2016. június 7.   | 3,87 millió |
| Az átjárón keresztül Dr. Light érkezik a Föld-1-re. Barry megpróbálja elkapni, de az összecsapás közben a nő megvakítja a Flasht. |     |                                                          |                     |                                      |                                     |             |
| 29. | 6.  | Zoom színre lép (Enter Zoom)                             | JJ Makaro           | Gabrielle Stanton & Brooke Eikmeier  | 2015. november 10. 2016. június 14. | 3,63 millió |
| A közelmúlt eseményei után Barry úgy dönt, ideje szembenézni Zoom-mal. |     |                                                          |                     |                                      |                                     |             |
| 30. | 7.  | Gorilla háború (Gorilla Warfare)                         | Dermott Downs       | Aaron Helbing & Todd Helbing         | 2015. november 17. 2016. június 14. | 3,46 millió |
| Grodd visszatér Central Citybe és elrabolja Caitlint – a csapat versenyt fut az idővel, hogy megtalálja őt, mielőtt túl késő lenne. Patty azt gyanítja, hogy Barry titkol előle valamit. |     |                                                          |                     |                                      |                                     |             |
| 31. | 8.  | A ma legendái (Legends of Today)                         | Ralph Hemecker      | Aaron Helbing & Todd Helbing         | 2015. december 1. 2016. június 21.  | 3,94 millió |
| Egy titokzatos halhatatlan Kendrára vadászik, a nőt Barry és Cisco Star Citybe viszi és Oliver segítségét kéri. Ezalatt Caitlin és Harrison létrehoz egy sebességgyorsítót, ám a teszteléshez szükségük lenne Jayre, aki visszautasítja a felkérést.                                                                              |     |                                                          |                     |                                      |                                     |             |
| 32. | 9.  | Karácsonyi ámokfutás (Running to Stand Still)            | Kevin Tancharoen    | Andrew Kreisberg                     | 2015. december 8. 2016. június 21.  | 3,55 millió |
| Mardon bosszút akar állni a Flashen, ehhez segítségül hívja Snartot is. Ezalatt Harry megállapodást fontolgat Zoommal, Joe és Iris Wallyval, Patty pedig apja gyilkosával találkozik |     |                                                          |                     |                                      |                                     |             |
| 33. | 10. | Potenciális energia (Potential Energy)                   | Rob Hardy           | Bryan Q. Miller                      | 2016. január 19. 2016. június 28.   | 3,41 millió |
| A Villám olyan metahumánnal csap össze, akinek az ereje meghaladja a képességeit. Közben Barry azon vívódik, hogy felfedje-e Patty előtt titkos énjét, Wally pedig nem kifejezetten örül új családjának |     |                                                          |                     |                                      |                                     |             |
| 34. | 11. | Az Inverz-Flash visszatér (The Reverse-Flash Returns)    | Michael A. Allowitz | Aaron Helbing & Todd Helbing         | 2016. január 26. 2016. június 28.   | 3,71 millió |
| Cisco épp Harryvel dolgozik, amikor látomása lesz, amiben Eobard Thawne megöli McGee doktort. A csapat csakhamar rájön, hogy az Ellen-Flash visszatért... még egy olyan időből, amikor Barry édesanyja élt. |     |                                                          |                     |                                      |                                     |             |
| 35. | 12. | Lelassítva (Fast Lane)                                   | Rachel Talalay      | Kai Yu Wu & Joe Peracchio            | 2016. február 2. 2016. július 5.    | 3,66 millió |
| Barry összeáll Wells-szel, hogy együtt kitalálják: miként lehet elhárítani a betöréseket. Ezalatt a Wally biztonságáért aggódó Iris olyan lépésre szánja magát, ami veszélybe sodorja az életét. |     |                                                          |                     |                                      |                                     |             |
| 36. | 13. | Köszöntjük a Föld 2-n (Welcome to Earth-2)               | Millicent Shelton   | Katherine Walczak                    | 2016. február 9. 2016. július 5.    | 3,96 millió |
| Barry, Wells és Cisco a Föld-2-re utaznak, hogy megmentsék Wells lányát, Jesse-t. |     |                                                          |                     |                                      |                                     |             |
| 37. | 14. | Menekülés a Föld 2-ről (Escape from Earth-2)             | JJ Makaro           | David Kob                            | 2016. február 16. 2016. július 12.  | 3,90 millió |
| A Föld-2-n a csapat igyekszik megtalálni Zoom rejtekhelyét, ehhez pedig nem várt helyről kapnak segítséget. |     |                                                          |                     |                                      |                                     |             |
| 38. | 15. | Cápakirály (King Shark)                                  | Hanelle Culpepper   | Benjamin Raab & Deric A. Hughes      | 2016. február 23. 2016. július 12.  | 3,80 millió |
| A Királycápa szökését követően Lyla és Diggle Central Cityben vadászik a metahumánra, aki közben a Villámot keresi. |     |                                                          |                     |                                      |                                     |             |
| 39. | 16. | Röppálya (Trajectory)                                    | Glen Winter         | Lauren Certo & Lilah Vandenburgh     | 2016. március 22. 2016. július 19.  | 3,00 millió |
| Új gonosztevő csap le Central Cityre, Barrynak minden sebességre szüksége van, hogy megállítsa. |     |                                                          |                     |                                      |                                     |             |
| 40. | 17. | Vissza a múltba (Flash Back)                             | Alice Troughton     | Aaron Helbing & Todd Helbing         | 2016. március 29. 2016. július 19.  | 3,39 millió |
| Ahhoz, hogy elegendő sebességet gyűjthessen Zoom legyőzéséhez, Barry egy évet visszautazik a múltba, hogy meggyőze Eobard Thawne-t: árulja el a sebesség titkát. Eobard azonban rájön, hogy Barry a jövőből érkezett... |     |                                                          |                     |                                      |                                     |             |
| 41. | 18. | Flash kontra Zoom (Versus Zoom)                          | Stefan Pleszczynski | Joe Peracchio & David Kob            | 2016. április 19. 2016. július 26.  | 3,03 millió |
| A csapat Zoom ellen indul, miután megtudják, hogyan fordíthatják ellene saját képességeit. Zoom azonban egérutat nyer és túszt is ejt. |     |                                                          |                     |                                      |                                     |             |
| 42. | 19. | Átlagemberek (Back to Normal)                            | John F. Showalter   | Brooke Roberts & Katherine Walczak   | 2016. április 26. 2016. július 26.  | 3,39 millió |
| Egy metahumán elrabolja Harryt, mert azt hiszi, hogy ő Harrison Wells, aki szuperképességekkel látta el, ami lassan megöli. Eközben Barry megpróbálja feldolgozni saját szuperképessége elvesztését. |     |                                                          |                     |                                      |                                     |             |
| 43. | 20. | Repesztő (Rupture)                                       | Armen V. Kevorkian  | Kai Yu Wu & Lauren Certo             | 2016. május 3. 2016. augusztus 2.   | 3,34 millió |
| Zoom tovább szövi terveit Central City és a Föld-1 leigázására. Egyedül Caitlin iránti érzései kötik meg a kezét - ám a nő elárulja őt. Eközben Harry veszélyes tervvel áll elő, hogy Barry szuperképességeit újra életre keltse.                                                                                                 |     |                                                          |                     |                                      |                                     |             |
| 44. | 21. | Az elkóborolt dinoszaurusz (The Runaway Dinosaur)        | Kevin Smith         | Zack Stentz                          | 2016. május 10. 2016. augusztus 2.  | 3,52 millió |
| A csapat megpróbálja visszahozni Barryt, ám elképzelhető, hogy a férfi nem is akar visszatérni. Eközben egy második robbanás életre kelt egy halott metahumánt, aki mindenáron Irist akarja megtalálni. |     |                                                          |                     |                                      |                                     |             |
| 45. | 22. | A legyőzhetetlen (Invincible)                            | Jesse Warn          | Brooke Roberts & David Kob           | 2016. május 17. 2016. augusztus 9.  | 3,37 millió |
| Barry nem biztos abban, hogy a csapat képes felvenni a harcot Zoommal és metahumán hadseregével. |     |                                                          |                     |                                      |                                     |             |
| 46. | 23. | Élete versenye (The Race of His Life)                    | Antonio Negret      | Aaron Helbing & Todd Helbing         | 2016. május 24. 2016. augusztus 9.  | 3,35 millió |
| Barry esküt tesz, hogy megállítja a Zoomot. |     |                                                          |                     |                                      |                                     |             |

## Harmadik évad (2016–2017)
| Sor. | Év. | Cím                                                      | Rendező             | Író                               | Premier                              | Nézettség   |
| --- | --- | -------------------------------------------------------- | ------------------- | --------------------------------- | ------------------------------------ | ----------- |
| 47. | 1.  | Fordulópont (Flashpoint)                                 | Jesse Warn          | Brooke Roberts                    | 2016. október 4. 2017. március 22.   | 3,17 millió |
| Miután sikerült megakadályoznia édesanyja halálát és ezzel megváltoztatva a múltat, Barry-nek tökéletes élete van az eredményként kapott jelenben. Azonban az emlékezet kiesések azt jelentik, a veszély még nem múlt el teljesen.                                                                      |     |                                                          |                     |                                   |                                      |             |
| 48. | 2.  | Paradoxon (Paradox)                                      | Ralph Hemecker      | Aaron Helbing & Todd Helbing      | 2016. október 11. 2017. március 22.  | 2,80 millió |
| Barry rájön, hogy nem sikerült teljesen visszaállítania az eredeti idővonalat, így megpróbálja kideríteni a különbségeket. Mindeközben, a megváltozott jelenben Edward Clariss összeáll egy új ellenséggel, hogy levadásszák Flash-t, a Villámot.                                                       |     |                                                          |                     |                                   |                                      |             |
| 49. | 3.  | Magenta (Magenta)                                        | Armen V. Kevorkian  | Judalina Neira & David Kob        | 2016. október 18. 2017. március 29.  | 2,67 millió |
| Egy új metahumán, Magenta tartja rettegésben a várost mágneses hullámaival. Mindeközben, Harry és Jesse visszatérnek a Föld-2-ről és felfedezik Jesse újdonsült szupersebességét. |     |                                                          |                     |                                   |                                      |             |
| 50. | 4.  | Az új zsiványok (The New Rogues)                         | Stefan Pleszczynski | Benjamin Raab & Deric A. Hughes   | 2016. október 25. 2017. március 29.  | 2,80 millió |
| Egy maszk mögé bújva és a Quick Jesse nevet választva, Jesse felajánlja Barry-nek a segítségét két új gonosztevő elleni harcban. Azonban tapasztalansága könnyen veszélybe sodorja a lányt, így Flash csapdába esik.                                                                                    |     |                                                          |                     |                                   |                                      |             |
| 51. | 5.  | Szörnyeteg (Monster)                                     | C. Kim Miles        | Zack Stentz                       | 2016. november 1. 2017. április 5.   | 2,77 millió |
| A szörnyeteg bukkan fel Central City belvárosában és Julian megfogadja, hogy megtalálja a felelős személyt. Mialatt Flash megpróbál elbánni a teremtménnyel, Cisco rájön, hogy új társa rejteget valamit.                                                                                               |     |                                                          |                     |                                   |                                      |             |
| 52. | 6.  | Árny (Shade)                                             | JJ Makaro           | Emily Silver & David Kob          | 2016. november 15. 2017. április 5.  | 3,01 millió |
| Mialatt Barry megpróbál ártalmatlanná tenni egy új metahumánt, Shade-t, Alchemy megpróbálja meggyőzni Wally-t, hogy csatlakozzon hozzá. |     |                                                          |                     |                                   |                                      |             |
| 53. | 7.  | A Gyilkos Fagy (Killer Frost)                            | Kevin Smith         | Andrew Kreisberg & Brooke Roberts | 2016. november 22. 2017. április 12. | 2,95 millió |
| Flash felfedezi, hogy tehetetlen Savitar fantasztikus sebességével szemben, miközben Caitlin próbálja megtalálni Alchemy-t. |     |                                                          |                     |                                   |                                      |             |
| 54. | 8.  | Invázió 1. rész (Invasion!)                              | Dermott Downs       | Aaron Helbing & Todd Helbing      | 2016. november 29. 2017. április 12. | 4,09 millió |
| Idegen űrlények szállják meg a Földet, és Barry rájön, hogy nem harcolhat ellenük egyedül. A Zöld Íjász-hoz fordul segítségért, majd később csatlakozik hozzájuk Supergirl is. A Történet folytatódik a A Zöld Íjászban                                                                                 |     |                                                          |                     |                                   |                                      |             |
| 55. | 9.  | A jelen (The Present)                                    | Rachel Talalay      | Lauren Certo                      | 2016. december 6. 2017. április 19.  | 3,14 millió |
| Karácsony közeledik, a csapat pedig felfedi Alchemy személyazonosságát. Míg Jay a csapat segítségére siet a Savitar elleni küzdelemben. |     |                                                          |                     |                                   |                                      |             |
| 56. | 10. | Problémák a jövőből (Borrowing Problems From the Future) | Millicent Shelton   | Grainne Godfree & David Kob       | 2017. január 24. 2017. április 26.   | 2,68 millió |
| Barry végül elmondja Iris-nek és a többieknek, kivéve Joe-t, hogy mit látott a jövőben. Csak együtt képesek megállítani ezt a jövőt, hogy ne váljon valóra. |     |                                                          |                     |                                   |                                      |             |
| 57. | 11. | Élve vagy holtan (Dead or Alive)                         | Harry Jierjian      | Zack Stentz                       | 2017. január 31. 2017. május 3.      | 3,06 millió |
| Egy gyűjtő érkezik, hogy elkapja H.R.-t és az életével fizessen a dimenziók közti utazásért. Amíg Cisco kihívja őt egy küzdelemre, Iris megpróbálja megakadályozni, hogy valóra váljon a Barry által vizionált jövő.                                                                                    |     |                                                          |                     |                                   |                                      |             |
| 58. | 12. | Az érinthetetlen (Untouchable)                           | Rob Hardy           | Brooke Roberts & Judalina Neira   | 2017. február 7. 2017. május 10.     | 2,91 millió |
| A csapat egy új metahumánt, Clive Yorkot üldözi, aki azokra vadászik, akik korábban börtönbe juttatták. Mindeközben. Iris és Barry végül elmondják Joe-nak, amit Barry a jövőben látott. |     |                                                          |                     |                                   |                                      |             |
| 59. | 13. | Támadás Gorilla város ellen (Attack on Gorilla City)     | Dermott Downs       | Aaron Helbing & David Kob         | 2017. február 21. 2017. május 17.    | 2,78 millió |
| Barry, Cisco, Caitlin és Julian Gorrila City-be utaznak a Föld-2-re, hogy megmentsék Harrisont. Azonban hamar bajba kerülnek, így Barry kénytelen harcba szállni a gorillák vezetőjével, Solovarral. |     |                                                          |                     |                                   |                                      |             |
| 60. | 14. | Támadás Central City ellen (Attack on Central City)      | Dermott Downs       | Benjamin Raab & Deric A. Hughes   | 2017. február 28. 2017. május 24.    | 2,87 millió |
| Amikor Grodd és gorillái a Föld-1-re hozzák a csatát, Flash-nek és csapatának meg kell találnia a módját, hogy megállítsák őket mielőtt elpusztítják Central City-t. Jesse Quick úgy dönt, hogy Wallyval a Föld-1-en akar maradni.                                                                      |     |                                                          |                     |                                   |                                      |             |
| 61. | 15. | Savitar haragja (The Wrath of Savitar)                   | Alexandra La Roche  | Andrew Kreisberg & Andrew Wilder  | 2017. március 7. 2017. május 31.     | 2,52 millió |
| Egy veszélyes titok fenyegeti Barry és Iris boldogságát. |     |                                                          |                     |                                   |                                      |             |
| 62. | 16. | A sebességerő (Into the Speed Force)                     | Gregory Smith       | Brooke Roberts & Judalina Neira   | 2017. március 14. 2017. május 31.    | 2,39 millió |
| Barry kétségbeesetten meg akarja állítani Savitar-t és meg akarja menteni a barátait. H.R. tanácsot ad Jesse-nek. |     |                                                          |                     |                                   |                                      |             |
| 63. | 17. | Duett (Duet)                                             | Dermott Downs       | Aaron Helbing & Todd Helbing      | 2017. március 21. 2017. június 7.    | 2,71 millió |
| Kara-t (Supergirl) kómába ejti egy titokzatos férfi, és a barátai a Föld 1-re hozzák. Hamarosan Barry is követi őt, és egy musicalben találják magukat. Az egyetlen módja, hogy kijussanak, az az, ha követik a forgatókönyvet.                                                                         |     |                                                          |                     |                                   |                                      |             |
| 64. | 18. | Abra Kadabra (Abra Kadabra)                              | Nina Lopez-Corrado  | Brooke Roberts & David Kob        | 2017. március 28. 2017. június 7.    | 2,39 millió |
| 65. | 19. | A hajdani és majdani Flash (The Once and Future Flash)   | Tom Cavanagh        | Carina Adly MacKenzie             | 2017. április 25. 2017. június 14.   | 2,67 millió |
| 66. | 20. | Tudom, hogy ki vagy (I Know Who You Are)                 | Hanelle Culpepper   | Bronwen Clark & Joshua V. Gilbert | 2017. május 2. 2017. június 14.      | 2,69 millió |
| 67. | 21. | Ok és okozat (Cause and Effect)                          | David McWhirter     | Judalina Neira & Lauren Certo     | 2017. május 9. 2017. június 21.      | 2,71 millió |
| 68. | 22. | Infantino Street (Infantino Street)                      | Michael Allowitz    | Grainne Godfree                   | 2017. május 16. 2017. június 21.     | 2,48 millió |
| Már csak 24 óra maradt addig, amíg Savitar megöli Irist, ezért Barry mindent megtesz, hogy megmentse a szeretett nőt, és úgy dönt, hogy minden szükséges eszközt igénybe vesz ehhez. Flash ráeszmél, hogy csak egyetlen lehetősége maradt a nő megmentésére, ezért Fagy kapitányhoz fordul segítségért. |     |                                                          |                     |                                   |                                      |             |
| 69. | 23. | Célvonal (Finish Line)                                   | David McWhirter     | Aaron Helbing & Todd Helbing      | 2017. május 23. 2017. június 28.     | 3,04 millió |
| Mivel már nem maradt vesztenivalója, Barry a harmadik évadot lezáró drámai befejezésben csap össze Savitarral. |     |                                                          |                     |                                   |                                      |             |

## Negyedik évad (2017-2018)
| Sor. | Év. | Cím                                                                    | Rendező             | Író                             | Premier            | Nézettség   |
| --- | --- | ---------------------------------------------------------------------- | ------------------- | ------------------------------- | ------------------ | ----------- |
| 70. | 1.  | Flash újjászületése (The Flash Reborn)                                 | Glen Winter         | Todd Helbing & Eric Wallace     | 2017. október 10.  | 2,84 millió |
| 71. | 2.  | Vegyes jelek (Mixed Signals)                                           | Alexandra La Roche  | Jonathan Butler & Gabriel Garza | 2017. október 17.  | 2,54 millió |
| 72. | 3.  | A szerencse forgandó (Luck Be A Lady)                                  | Armen V. Kevorkian  | Sam Chalsen & Judalina Neira    | 2017. október 24.  | 2,62 millió |
| 73. | 4.  | Hosszú út az éjszakába (Elongated Journey Into Night)                  | Tom Cavanagh        | Sterling Gates & Thomas Pound   | 2017. október 31.  | 1,99 millió |
| 74. | 5.  | Csajos este (Girls Night Out)                                          | Laura Belsey        | Lauren Certo & Kristen Kim      | 2017. november 7.  | 2,38 millió |
| 75. | 6.  | Mikor Harry megismerte Harryt... (When Harry Met Harry...)             | Brent Crowell       | Jonathan Butler & Gabriel Garza | 2017. november 14. | 2,46 millió |
| 76. | 7.  | Tehát vagyok (Therefore I Am)                                          | David McWhirter     | Eric Wallace & Thomas Pound     | 2017. november 21. | 2,20 millió |
| 77. | 8.  | Válság az X-földön, 3. rész (Crisis on Earth-X, Part 3)                | Dermott Downs       | Todd Helbing                    | 2017. november 28. | 2,82 millió |
| Barry és Iris esküvője összehozza a bandát, de a dolgok rosszul sülnek el, amikor az X-Földről érkezett gonosztevők megtámadják a násznépet. Az összes szuperhős akcióba lép, és egyesítik erejüket barátaikkal, többek között Citizen Colddal, The Ray-jel, Felicity Smoakkal, Iris Westtel és Alex Danvers-szel az eddigi legveszélyesebb ellenséggel szemben. A Föld legmenőbb szuperhősei – a Zöld Íjász, Supergirl, The Flash és White Canary – vezetik csapataikat a harcba a világ megmentésére. |     |                                                                        |                     |                                 |                    |             |
| 78. | 9.  | Ne fuss! (Don't Run)                                                   | Stefan Pleszczynski | Sam Chalsen & Judalina Neira    | 2017. december 5.  | 2,22 millió |
| 79. | 10. | Flash tárgyalása (The Trial of The Flash)                              | Philip Chipera      | Lauren Certo & Kristen Kim      | 2018. január 16.   | 2,51 millió |
| 80. | 11. | A Megnyúlt Lovag felemelkedik (The Elongated Knight Rises)             | Alexandra La Roche  | Sterling Gates & Thomas Pound   | 2018. január 23.   | 2,12 millió |
| 81. | 12. | Édesem, lezsugorítottam a Flash Csapatot! (Honey, I Shrunk Team Flash) | Chris Peppe         | Sam Chalsen & Judalina Neira    | 2018. január 30.   | 2,60 millió |
| 82. | 13. | Igaz színek (True Colors)                                              | Tara Nicole Weyr    | Jonathan Butler & Gabriel Garza | 2018. február 6.   | 2,28 millió |
| 83. | 14. | Kilences alany (Subject 9)                                             | Ralph Hemecker      | Mike Alber & Gabe Snyder        | 2018. február 27.  | 2,12 millió |
| 84. | 15. | A Flash-idő (Enter Flashtime)                                          | Gregory Smith       | Todd Helbing & Sterling Gates   | 2018. március 6.   | 2,04 millió |
| 85. | 16. | Fuss, Iris, Fuss (Run, Iris, Run)                                      | Harry Jierjian      | Eric Wallace                    | 2018. március 13.  | 2,09 millió |
| 86. | 17. | Felülírás (Null and Annoyed)                                           | Kevin Smith         | Lauren Certo & Kristen Kim      | 2018. április 10.  | 1,82 millió |
| 87. | 18. | Veszítsd el magad (Lose Yourself)                                      | Hanelle Culpepper   | Jonathan Butler & Gabriel Garza | 2018. április 17.  | 1,88 millió |
| 88. | 19. | Dühös zsivány (Fury Rogue)                                             | Rachel Talalay      | Joshua V. Gilbert & Jeff Hersh  | 2018. április 24.  | 1,90 millió |
| 89. | 20. | Tehát ő van (Therefore She Is)                                         | Rob J. Greenlea     | Sterling Gates & Thomas Pound   | 2018. május 1.     | 1,70 millió |
| 90. | 21. | Harry és a Harrisonok (Harry and the Harrisons)                        | Kevin Mock          | Judalina Neira & Lauren Certo   | 2018. május 8.     | 1,74 millió |
| 91. | 22. | Gondolkodj gyorsan (Think Fast)                                        | Viet Nguyen         | Sam Chalsen & Kristen Kim       | 2018. május 15.    | 1,93 millió |
| 92. | 23. | Mi vagyunk Flash (We Are the Flash)                                    | David McWhirter     | Todd Helbing & Eric Wallace     | 2018. május 22.    | 2,16 millió |

## Ötödik évad (2018-2019)
| Sor. | Év. | Cím                                                                   | Rendező             | Író                                                           | Premier            | Nézettség   |
| ---- | --- | --------------------------------------------------------------------- | ------------------- | ------------------------------------------------------------- | ------------------ | ----------- |
| 93.  | 1.  | Nora (Nora)                                                           | David McWhirter     | Todd Helbing & Sam Chalsen                                    | 2018. október 9.   | 2,08 millió |
| 94.  | 2.  | Akadály (Blocked)                                                     | Kim Miles           | Eric Wallace & Judalina Neira                                 | 2018. október 16.  | 1,69 millió |
| 95.  | 3.  | Vibráló halála (The Death of Vibe)                                    | Andi Armaganian     | Jonathan Butler & Gabriel Garza                               | 2018. október 23.  | 1,87 millió |
| 96.  | 4.  | Flash hírek (News Flash)                                              | Brent Crowell       | Kelly Wheeler & Lauren Certo                                  | 2018. október 30.  | 1,75 millió |
| 97.  | 5.  | Rongyrázásra fel! (All Doll'd Up)                                     | Phil Chipera        | Thomas Pound & Sterling Gates                                 | 2018. november 13. | 1,73 millió |
| 98.  | 6.  | A Jégcsap eljő (The Icicle Cometh)                                    | Chris Peppe         | Kristen Kim & Joshua V. Gilbert                               | 2018. november 20. | 1,60 millió |
| 99.  | 7.  | Ó gyerünk, mind adjunk hálát! (O Come, All Ye Thankful)               | Sarah Boyd          | Jonathan Butler & Gabriel Garza                               | 2018. november 27. | 1,79 millió |
| 100. | 8.  | A múlt a jövő előjátéka (What's Past Is Prologue)                     | Tom Cavanagh        | Todd Helbing & Lauren Certo                                   | 2018. december 4.  | 1,78 millió |
| 101. | 9.  | Másvilágok, 1. rész (Elseworlds, Part 1)                              | Kevin Tancharoen    | Eric Wallace & Sam Chalsen                                    | 2018. december 9.  | 1,83 millió |
| 102. | 10. | Halálos Flash iramban (The Flash & The Furious)                       | David McWhirter     | Kelly Wheeler & Sterling Gates                                | 2019. január 15.   | 1,64 millió |
| 103. | 11. | Féktelen harag (Seeing Red)                                           | Marcus Stokes       | Judalina Neira & Thomas Pound                                 | 2019. január 22.   | 1,88 millió |
| 104. | 12. | Emléktárgyak (Memorabilia)                                            | Rebecca Johnson     | Sam Chalsen & Kristen Kim                                     | 2019. január 29.   | 2,04 millió |
| 105. | 13. | Aranypofa (Goldfaced)                                                 | Alexandra LaRoche   | Jonathan Butler & Gabriel Garza                               | 2019. február 5.   | 1.89 millió |
| 106. | 14. | Ok és XS (Cause And XS)                                               | Rachel Talalay      | Todd Helbing & Jeff Hersh                                     | 2019. február 12.  | 1.71 millió |
| 107. | 15. | Cápakirály kontra Gorilla Grodd (King Shark vs. Gorilla Grodd)        | Stefan Pleszczynski | Eric Wallace & Lauren Certo                                   | 2019. március 5.   | 1,67 millió |
| 108. | 16. | Az árva bukás (Failure Is An Orphan)                                  | Viet Nguyen         | Zack Stentz                                                   | 2019. március 12.  | 1,55 millió |
| 109. | 17. | Időbomba (Time Bomb)                                                  | Rob Greenlea        | Kristen Kim & Sterling Gates                                  | 2019. március 19.  | 1,64 millió |
| 110. | 18. | Godspeed (Godspeed)                                                   | Danielle Panabaker  | Judalina Neira & Kelly Wheeler                                | 2019. április 16.  | 1,31 millió |
| 111. | 19. | Hófalka (Snow Pack)                                                   | Jeff Cassidy        | Jonathan Butler & Gabriel Garza                               | 2019. április 23.  | 1,63 millió |
| 112. | 20. | Zsiványok leszünk (Gone Rogue)                                        | Kristin Windell     | Sam Chalsen & Joshua V. Gilbert                               | 2019. április 30.  | 1,37 millió |
| 113. | 21. | A lány, kinek vörös villámlása volt (The Girl With The Red Lightning) | Stefan Pleszczynski | Judalina Neira & Thomas Pound                                 | 2019. május 7.     | 1,45 millió |
| 114. | 22. | Örökség (Legacy)                                                      | Gregory Smith       | Történet: Lauren Certo Tévéjáték: Todd Helbing & Eric Wallace | 2019. május 14.    | 1,53 millió |

## Hatodik évad (2019-2020)
| Sor. | Év. | Cím                                                                               | Rendező             | Író                                                             | Premier            | Nézettség   |
| --- | --- | --------------------------------------------------------------------------------- | ------------------- | --------------------------------------------------------------- | ------------------ | ----------- |
| 115. | 1.  | A tátongó űrbe (Into The Void)                                                    | Gregory Smith       | Eric Wallace & Kelly Wheeler                                    | 2019. október 8.   | 1,62 millió |
| 116. | 2.  | Egy villámcsapás (A Flash Of The Lightning)                                       | Chris Peppe         | Sam Chalsen                                                     | 2019. október 15.  | 1,27 millió |
| 117. | 3.  | Halott ember (Dead Man Running)                                                   | Sarah Boyd          | Lauren Barnett & Thomas Pound                                   | 2019. október 22.  | 1,38 millió |
| 118. | 4.  | Vér fog folyni (There Will Be Blood)                                              | Marcus Stokes       | Lauren Certo & Sterling Gates                                   | 2019. október 29.  | 1,48 millió |
| 119. | 5.  | Csók csók rés rés (Kiss Kiss Breach Breach)                                       | Menhaj Huda         | Kelly Wheeler & Joshua V. Gilbert                               | 2019. november 5.  | 1,19 millió |
| 120. | 6.  | Megnyúlási engedély (License To Elongate)                                         | Danielle Panabaker  | Thomas Pound & Jeff Hersh                                       | 2019. november 19. | 1,29 millió |
| 121. | 7.  | Barry Allen végső kísértése, 1. rész (The Last Temptation Of Barry Allen, Part 1) | Chad Lowe           | Jonathan Butler & Gabriel Garza                                 | 2019. november 26. | 1,17 millió |
| 122. | 8.  | Barry Allen végső kísértése, 2. rész (The Last Temptation Of Barry Allen, Part 2) | Michael Nankin      | Kristen Kim & Joshua V. Gilbert                                 | 2019. december 3.  | 1,32 millió |
| 123. | 9.  | Végtelen világok válsága, 3. rész (Crisis on Infinite Earths, Part 3)             | David McWhirter     | Történet: Eric Wallace Tévéjáték: Lauren Certo & Sterling Gates | 2019. december 10. | 1,73 millió |
| Világok halnak meg, elérkezett a világok vég órája. Az Anti-Monitor megsemmisití a Multiverzumot.                                                    |     |                                                                                   |                     |                                                                 |                    |             |
| 124. | 10. | Maraton (Marathon)                                                                | Stefan Pleszczynski | Sam Chalsen & Lauren Barnett                                    | 2020. február 4.   | 1,27 millió |
| Az Anti-Monitor harc után Barry folytatja a bűnüldözést, Lian Yu-n találkozik John Diggle-lel aki vissza adja Oliver maszkját amit Barry-től kapott. |     |                                                                                   |                     |                                                                 |                    |             |
| 125. | 11. | A szerelem egy csatamező (Love Is A Battlefield)                                  | Sudz Sutherland     | Kelly Wheeler & Jeff Hersh                                      | 2020. február 11.  | 1,13 millió |
| 126. | 12. | A lány, akit Sue-nak hívtak (A Girl Named Sue)                                    | Chris Peppe         | Thomas Pound & Lauren Certo                                     | 2020. február 18.  | 1,10 millió |
| 127. | 13. | Grodd belájkolt (Grodd Friended Me)                                               | Stefan Pleszczynski | Kristen Kim & Joshua V. Gilbert                                 | 2020. február 25.  | 1,17 millió |
| 128. | 14. | A Sebességerő halála (Death Of The Speed Force)                                   | Brent Crowell       | Sam Chalsen & Emily Palizzi Gilbert                             | 2020. március 10.  | 1,03 millió |
| 129. | 15. | Nash Wells ördögűzése (The Exorcism Of Nash Wells)                                | Eric Dean Seaton    | Lauren Barnett & Sterling Gates                                 | 2020. március 17.  | 1,19 millió |
| 130. | 16. | Viszlát és jó éjt! (So Long And Goodnight)                                        | Alexandra La Roche  | Kristen Kim & Thomas Pound                                      | 2020. április 21.  | 1,09 millió |
| 131. | 17. | Felszabadulás (Liberation)                                                        | Jeff Byrd           | Jonathan Butler & Gabriel Garza                                 | 2020. április 28.  | 1,18 millió |
| 132. | 18. | Következmények (Pay The Piper)                                                    | Amanda Tapping      | Jess Carson                                                     | 2020. május 5.     | 1,22 millió |
| 133. | 19. | A siker bizonyos (Success Is Assured)                                             | Phil Chipera        | Kelly Wheeler & Lauren Barnett                                  | 2020. május 12.    | 1,08 millió |

## Hetedik évad (2021)
| Sor. | Év. | Cím                                                          | Rendező             | Író                                                                    | Premier           | Nézettség   |
| ---- | --- | ------------------------------------------------------------ | ------------------- | ---------------------------------------------------------------------- | ----------------- | ----------- |
| 134. | 1.  | Minden Wells jól végződik (All's Wells That Ends Wells)      | Alexandra La Roche  | Sam Chalsen & Lauren Certo                                             | 2021. március 2.  | 1,00 millió |
| 135. | 2.  | A gondolat sebessége (The Speed Of Thought)                  | Stefan Pleszczynski | Jonathan Butler & Gabriel Garza                                        | 2021. március 9.  | 0,99 millió |
| 136. | 3.  | Anya (Mother)                                                | David McWhirter     | Eric Wallace & Kristen Kim                                             | 2021. március 16. | 0,98 millió |
| 137. | 4.  | Central City kitart (Central City Strong)                    | Jeff Byrd           | Történet: Kristen Kim Tévéjáték: Joshua V. Gilbert & Jeff Hersh        | 2021. március 23. | 0,98 millió |
| 138. | 5.  | Félj tőlem (Fear Me)                                         | David McWhirter     | Történet: Thomas Pound Tévéjáték: Lauren Barnett & Christina M. Walker | 2021. március 30. | 0,91 millió |
| 139. | 6.  | Azok a kilencvenes évek (The One With The Nineties)          | Jeff Byrd           | Kelly Wheeler & Emily Palizzi                                          | 2021. április 6.  | 0,97 millió |
| 140. | 7.  | Növekvő fájdalmak (Growing Pains)                            | Alexandra La Roche  | Sam Chalsen & Jess Carson                                              | 2021. április 13. | 0,89 millió |
| 141. | 8.  | A polgárok kontra Gyilkos Fagy (The People vs. Killer Frost) | Sudz Sutherland     | Jonathan Butler & Gabriel Garza                                        | 2021. május 4.    | 0,74 millió |
| 142. | 9.  | Időtlen (Timeless)                                           | Menhaj Huda         | Kristen Kim & Joshua V. Gilbert                                        | 2021. május 11.   | 0,74 millió |
| 143. | 10. | Családi ügyek, 1. rész (Family Matters, Part 1)              | Philip Chipera      | Lauren Barnett & Emily Palizzi                                         | 2021. május 18.   | 0,67 millió |
| 144. | 11. | Családi ügyek, 2. rész (Family Matters, Part 2)              | Chad Lowe           | Történet: Jonathan Butler & Gabriel Garza Tévéjáték: Thomas Pound      | 2021. május 25.   | 0,64 millió |
| 145. | 12. | Viszlát vibrációk (Good-Bye Vibrations)                      | Philip Chipera      | Kelly Wheeler & Jeff Hersh                                             | 2021. június 8.   | 0,74 millió |
| 146. | 13. | Maszkabál (Masquerade)                                       | Rachel Talalay      | Sam Chalsen & Christina M. Walker                                      | 2021. június 15.  | 0,76 millió |
| 147. | 14. | Fénysugár (Rayo de Luz)                                      | Danielle Panabaker  | Történet: Jess Carson Tévéjáték: Jonathan Butler & Gabriel Garza       | 2021. június 22.  | 0,81 millió |
| 148. | 15. | Ellenség a kapuknál (Enemy at the Gates)                     | Geoff Shotz         | Történet: Joshua V. Gilbert Tévéjáték: Thomas Pound                    | 2021. június 29.  | 0,77 millió |
| 149. | 16. | A háború rabjai (P.O.W.)                                     | Marcus Stokes       | Kristen Kim & Dan Fisk                                                 | 2021. július 6.   | 0,77 millió |
| 150. | 17. | A probléma gyökere, 1. rész (Heart of the Matter, Part 1)    | Eric Dean Seaton    | Eric Wallace & Lauren Barnett                                          | 2021. július 13.  | 0,75 millió |
| 151. | 18. | A probléma gyökere, 2. rész (Heart of the Matter, Part 2)    | Marcus Stokes       | Eric Wallace & Kelly Wheeler                                           | 2021. július 20.  | 0,70 millió |

## Nyolcadik évad (2021-2022)
| Sor. | Év. | Cím                                                                     | Rendező             | Író                                                             | Premier            | Nézettség   |
| ---- | --- | ----------------------------------------------------------------------- | ------------------- | --------------------------------------------------------------- | ------------------ | ----------- |
| 152. | 1.  | Armageddon, 1. rész (Armageddon, Part 1)                                | Eric Dean Seaton    | Eric Wallace                                                    | 2021. november 16. | 0,75 millió |
| 153. | 2.  | Armageddon, 2. rész (Armageddon, Part 2)                                | Menhaj Huda         | Jonathan Butler & Gabriel Garza                                 | 2021. november 23. | 0,67 millió |
| 154. | 3.  | Armageddon, 3. rész (Armageddon, Part 3)                                | Chris Peppe         | Sam Chalsen                                                     | 2021. november 30. | 0,73 millió |
| 155. | 4.  | Armageddon, 4. rész (Armageddon, Part 4)                                | Chad Lowe           | Lauren Barnett                                                  | 2021. december 7.  | 0,73 millió |
| 156. | 5.  | Armageddon, 5. rész (Armageddon, Part 5)                                | Menhaj Huda         | Kristen Kim                                                     | 2021. december 14. | 0,72 millió |
| 157. | 6.  | Impulzív szenvedélyes rendellenesség (Impulsive Excessive Disorder)     | David McWhirter     | Thomas Pound                                                    | 2022. március 9.   | 0,59 millió |
| 158. | 7.  | Zárlat (Lockdown)                                                       | Stefan Pleszczynski | Christina M. Walker                                             | 2022. március 16.  | 0,56 millió |
| 159. | 8.  | Vigyázz, kész, tűz (The Fire Next Time)                                 | David McWhirter     | Joshua V. Gilbert                                               | 2022. március 23.  | 0,69 millió |
| 160. | 9.  | Fantomok (Phantoms)                                                     | Stefan Pleszczynski | Jeff Hersh                                                      | 2022. március 30.  | 0,54 millió |
| 161. | 10. | Vakmerő (Reckless)                                                      | Kellie Cyrus        | Jess Carson                                                     | 2022. április 6.   | 0,57 millió |
| 162. | 11. | Feltámadás (Resurrection)                                               | Greg Beeman         | Emily Palizzi                                                   | 2022. április 13.  | 0,64 millió |
| 163. | 12. | A Halál felemelkedése (Death Rises)                                     | Phil Chipera        | Történet: Alex Boyd Tévéjáték: Arielle McAlpin & Dan Fisk       | 2022. április 27.  | 0,56 millió |
| 164. | 13. | A Halál bukása (Death Falls)                                            | Chris Peppe         | Történet: Sam Chalsen Tévéjáték: Joshua V. Gilbert              | 2022. május 4.     | 0,53 millió |
| 165. | 14. | Egy barát temetése (Funeral for a Friend)                               | Vanessa Parise      | Történet: Jonathan Butler & Gabriel Garza Tévéjáték: Jeff Hersh | 2022. május 11.    | 0,48 millió |
| 166. | 15. | A Mozdulatlan Erőbe (Into the Still Force)                              | Eric Wallace        | Lauren Barnett & Christina M. Walker                            | 2022. május 18.    | 0,55 millió |
| 167. | 16. | Bartholomew Allen különös élete (The Curious Case of Bartholomew Allen) | Caity Lotz          | Thomas Pound & Jess Carson                                      | 2022. május 25.    | 0,54 millió |
| 168. | 17. | Sötétben (Keep It Dark)                                                 | Danielle Panabaker  | Kristen Kim & Emily Palizzi                                     | 2022. június 8.    | 0,58 millió |
| 169. | 18. | A sárga nyakkendős férfi (The Man in the Yellow Tie)                    | Marcus Stokes       | Sam Chalsen                                                     | 2022. június 15.   | 0,50 millió |
| 170. | 19. | Negatív, 1. rész (Negative, Part 1)                                     | Jeff Byrd           | Jonathan Butler & Gabriel Garza                                 | 2022. június 22.   | 0,59 millió |
| 171. | 20. | Negatív, 2. rész (Negative, Part 2)                                     | Marcus Stokes       | Eric Wallace                                                    | 2022. június 29.   | 0,56 millió |

## Kilencedik évad (2023)
| Sor. | Év. | Cím                                                                             | Rendező             | Író                                                            | Premier           | Nézettség   |
| ---- | --- | ------------------------------------------------------------------------------- | ------------------- | -------------------------------------------------------------- | ----------------- | ----------- |
| 172. | 1.  | Örökké tartó szerda (Wednesday Ever After)                                      | Vanessa Parise      | Történet: Eric Wallace Tévéjáték: Thomas Pound & Sarah Tarkoff | 2023. február 8.  | 0,51 millió |
| 173. | 2.  | Nem hallom a gonoszt (Hear No Evil)                                             | Eric Wallace        | Jonathan Butler & Kristen Kim                                  | 2023. február 15. | 0,51 millió |
| 174. | 3.  | A háború zsiványai (Rogues of War)                                              | Brenton Spencer     | Történet: Sam Chalsen Tévéjáték: Jeff Hersh & Jess Carson      | 2023. február 22. | 0,49 millió |
| 175. | 4.  | A Vörös Halál maszkja, 1. rész (The Mask of the Red Death, Part 1)              | Menhaj Huda         | Joshua V. Gilbert & Emily Palizzi                              | 2023. március 1.  | 0,57 millió |
| 176. | 5.  | A Vörös Halál maszkja, 2. rész (The Mask of the Red Death, Part 2)              | Rachel Talalay      | Történet: Jonathan Butler Tévéjáték: Dan Fisk                  | 2023. március 8.  | 0,56 millió |
| 177. | 6.  | A jó, a rossz és a szerencsés (The Good, the Bad and the Lucky)                 | Chad Lowe           | Thomas Pound & Jess Carson                                     | 2023. március 15. | 0,57 millió |
| 178. | 7.  | Legvadabb álmok (Wildest Dreams)                                                | Jesse Warn          | Kristen Kim & Jeff Hersh                                       | 2023. március 29. | 0,45 millió |
| 179. | 8.  | Az időtolvaj (Partners in Time)                                                 | Ed Fraiman          | Sarah Tarkoff & Joshua V. Gilbert                              | 2023. április 5.  | 0,52 millió |
| 180. | 9.  | Ez az én bulim, és meghalok ha akarok (It's My Party And I'll Die If I Want To) | Danielle Panabaker  | Sam Chalsen & Emily Palizzi                                    | 2023. április 26. | 0,54 millió |
| 181. | 10. | Egy új világ, 1. rész: Újra együtt (A New World, Part 1: Reunions)              | Eric Wallace        | Eric Wallace & Thomas Pound                                    | 2023. május 3.    | 0,42 millió |
| 182. | 11. | Egy új világ, 2. rész: Melankólia (A New World, Part 2: The Blues)              | Kayla Compton       | Történet : Lauren Field Tévéjáték : Kristen Kim                | 2023. május 10.   | 0,39 millió |
| 183. | 12. | Egy új világ, 3. rész: Változások (A New World, Part 3: Changes)                | Stefan Pleszczynski | Jonathan Butler & Sarah Tarkoff                                | 2023. május 17.   | 0,46 millió |
| 184. | 13. | Egy új világ, 4. rész: Finálé (A New World, Part 4: Finale)                     | Vanessa Parise      | Eric Wallace & Sam Chalsen                                     | 2023. május 24.   | 0,46 millió |

## Fordítás
Ez a szócikk részben vagy egészben  a   List of The Flash episodes című angol Wikipédia-szócikk fordításán alapul.  Az eredeti cikk szerkesztőit annak laptörténete sorolja fel. Ez a jelzés csupán a megfogalmazás eredetét és a szerzői jogokat jelzi, nem szolgál a cikkben szereplő információk forrásmegjelöléseként.